# José Antonio Alemparte Vial
José Antonio Alemparte Vial (Concepción, 1 de abril de 1799-Santiago de Chile, 6 de noviembre de 1866) fue un empresario y político chileno. Siendo desde muy joven ferviente revolucionario de la causa independentista de Chile, fue nombrado como Intendente de la ciudad de Concepción (1831-1837 y 1851) y electo Diputado Provincial (1827-1829).
Más tarde sería un importante empresario minero en la minería del carbón de Lota, vendiendo en el año 1851, su participación a Matiás Cousiño, ese mismo año fue partícipe de la Revolución de 1851 contra el gobierno conservador del Presidente chileno Manuel Montt Torres. 
En 1852, se casó con Emilia de la Lastra Valdivieso, sobrina del Director Supremo Francisco de la Lastra y sobrina nieta del general José Miguel Carrera.
Siendo muy joven tuvo por hijo a Juan Alemparte Uribe, empresario y participe de la Revolución de 1851, fruto de su matrimonio con Emilia de la Lastra Valdivieso tuvo por hijos a: Emilio, Mercedes, José Antonio, Edelmira, Juan Santiago, Magdalena, María del Carmen y Javiera Alemparte de la Lastra. De su matrimonio, descienden gran parte de los miembros que llevan este apellido en Chile. Su hijo, Emilio Alemparte de la Lastra, fue fundador de la Bolsa de Comercio de Santiago.

## Sus inicios, y las Guerras de Independencia
Nacido en el seno de la familia Vial de Concepción, Chile, era hijo del empresario español, Gregorio de Alemparte y Mariño, quien fuera miembro de la Junta de Concepción al producirse el movimiento de 18 de septiembre de 1810, y juez de abastos, además fue miembro del Cabildo de dicha ciudad, su madre doña Mariana Vial del Campo, tía de los Presidentes de Chile José Joaquín Prieto Vial y Manuel Bulnes Prieto.
Su padre, don Gregorio de Alemparte y Mariño, emigró en 1794 del norte de España, del pueblo gallego de Cerdedo.
A los catorce años, en 1813, ingresó al Regimiento de Húsares de la Victoria, en el reciente Ejército Libertador organizado por José de San Martín. Su primera batalla la realizó con el grado de Subteniente en la Batalla de Gamero y Quechereguas, ambas en 1814 bajo el mando de O'Higgins.
En dicho Ejército participa de varios combates contra las fuerzas realistas, teniendo una destacada participación en la Batalla de Rancagua ocurrida los días 1 y 2 de octubre de 1814, que selló el exilio de las fuerzas patriotas a Mendoza, Argentina y el fin del período de Patria Vieja (1810-1814).
Para recordar lo ocurrido en Rancagua baste citar solamente algunas líneas de Francisco Antonio Encina que pueden permitir ilustrar lo que significó dicha batalla y cuál fue la actuación de los llamados “jóvenes de Concepción”:
"Después de una hora de lucha en plena plaza de Rancagua, la trinchera poniente de ésta fue asaltada con gran impetuosidad por los batallones de jóvenes de Concepción, fue el mismo O'Higgins quien concurrió en su auxilio. Después de dos horas de lucha, durante las cuales dos divisiones de asaltantes y los 700 soldados que defendían las cuatro trincheras patriotas habían peleado con empuje y denuedos desconocidos en los diversos encuentros librados desde el inició de la Reconquista, los realistas se retiraron llevando, numerosos muertos y heridos”..
Luego de la derrota se exilia junto a su hermano Juan Manuel y participa en el Ejército Libertador de los Andes en Mendoza, donde las huestes de Bernardo O'Higgins fueron recibidas por el Gobernador José de San Martín. Desde allí participará de la reagrupación y planificación de la guerra de Independencia que se libraría desde Mendoza.
En el verano de 1817, Bernardo O'Higgins designa dos batallones que se dirigirán por el actual Paso de los Libertadores para tomar la ciudad de Los Andes en Chile. Uno de esos batallones el Nº 11 fue comandado por el general Juan Gregorio de las Heras, y Alemparte Vial fue su lugarteniente batiéndose en el Combate de Picheuta, Achupallas y Guardia Vieja, y juntos ocuparon la ciudad de Santa Rosa de Los Andes.
El 12 de febrero de 1817, participa en la Batalla de Chacabuco al norte de Santiago, donde las huestes patriotas derrotan a los realistas quienes huyen al sur de Santiago. Más tarde las huestes patriotas entre las que se contaba Alemparte llegan a Santiago la capital con el fin de organizar la liberación del sur de Chile y especialmente de Concepción.
Posteriormente, Alemparte siendo lugarteniente de Juan Gregorio de Las Heras continúa camino al sur de Santiago batiéndose contra las fuerzas realistas en el Combate de Curapalihue y en la Batalla del Cerro Gavilán, donde las fuerzas comandadas por De Las Heras y sus hombres resistieron ferozmente el asedio de un batallón realista, superior en fuerzas y en número. El asedio dramático de las fuerzas patriotas fue auxiliado por el propio Bernardo O'Higgins quien escribiría más tarde;
En la mañana del día 5 de abril de 1817, al llegar a Curapalihue sentí el eco lejano de los cañones, en el camino recibí una carta de auxilio de De las Heras, quien estaba en Cerro Gavilán, pero al poco seguir andando recibí otra carta de éste que decía; Mi general y amigo; Una victoria completa ofrezco a Usted. He sido atacado por dos divisiones de la fuerza enemiga en cantidad de mil trescientos hombres: Estoy loco, enfermo y lleno de bulla, hemos tomado tres piezas, mucho número de armamento y municiones y cien cadáveres que ha dejado el enemigo, venga usted pronto que desea abrazarle su afectísimo amigo - JUAN GREGORIO DE LAS HERAS.
En aquellos días, Alemparte Vial entrando de incógnito a la ciudad de Concepción donde era oriundo, es apresado por las fuerzas realistas junto a su padre y sus hermanos Juan Manuel y Pedro que eran tenientes del Ejército Libertador, quienes los detienen bajo los cargos de "haber recibido una educación peligrosa". Al ser detenidos son confinados por varios meses a su suerte en la Isla Quiriquina.

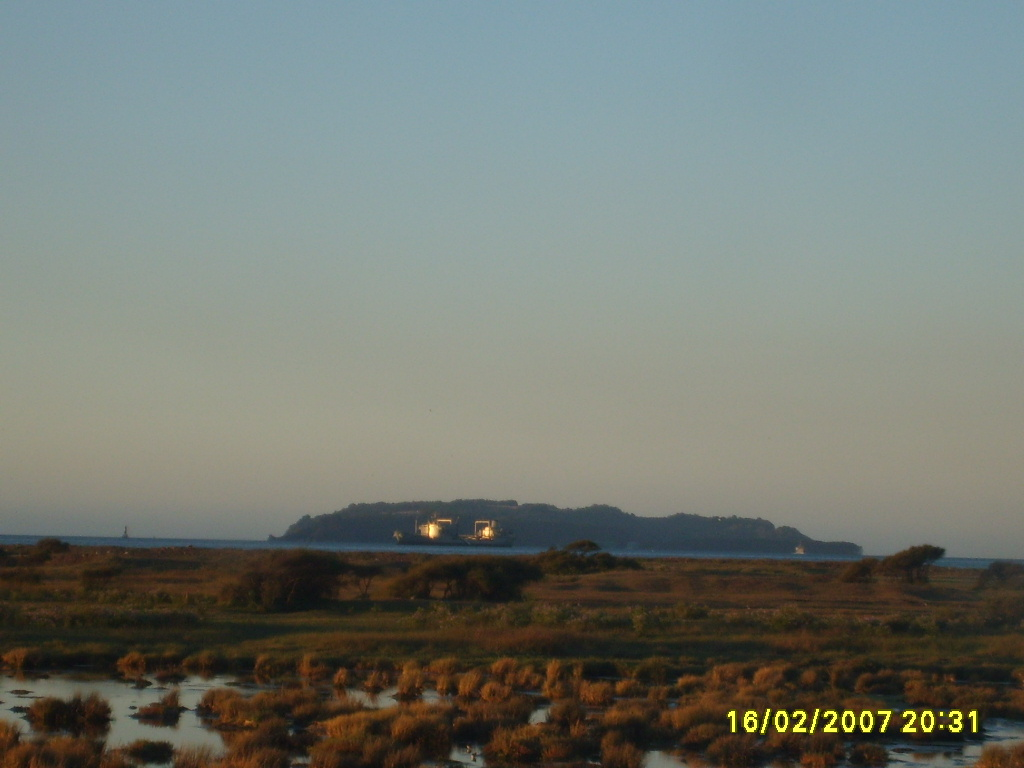
La Isla Quiriquina, fue lugar de relegación de varias familias de Concepción, entre ellas la del propio Alemparte.

Don Gregorio de Alemparte y Merino, y sus hijos no sólo serían perseguidos y juzgados por las autoridades que triunfarían luego de la Batalla de Rancagua, sino que al regreso de sus hijos de la experiencia en Mendoza, y la reorganización del Ejército Libertador, y el posterior triunfo en Chacabuco, serían relegados en la Isla Quiriquina hacia 1817, lo que le costará la vida a don Gregorio de Alemparte y Merino, como se verá más adelante.
Se refiere a este interesante punto el historiador Arnoldo Pacheco Silva señalando:
En 1814, por la derrota en Rancagua, la suerte cambia dramáticamente para el bando patriota y para Gregorio Alemparte. Al año siguiente, el 4 de octubre, el Gobernador Intendente el coronel de ingenieros, Miguel María Atero, “está procediendo criminalmente contra Alemparte, preso en la nueva Catedral sobre el delito de infidencia, el que se ha mandado poner en libertad bajo la fianza de cárcel segura...”, para tal efecto José Manuel Eguiguren se constituye por fiador y recibe al “preso como carcelero comentaréis al dicho don Gregorio Alemparte del cual se da por entregado a su voluntad... se obliga a que siempre y cuando se le mande por dicho señor Gobernador Intendente u otro juez competente volverá y restituirá el otorgante a dicho Alemparte a la prisión que se halla, luego que sea requerido... y en caso de no restituir al susodicho de Alemparte a la referida prisión en que se halla, pagará todo lo que contra él fuese purgado y sentenciado en todas las instancias de la dicha causa”
En esos años se hacían ingentes esfuerzos por adelantar y finalizar la construcción de la nueva Catedral, finalidad religiosa que se altera cuando las autoridades realistas se ven enfrentadas a la emergencia política militar de la guerra de Independencia utilizando, entonces, su edificio sin terminar, como cárcel provisoria para todos los patriotas o sospechosos de pertenecer a ese bando. En 1816, al asumir el coronel José Ordóñez como Gobernador Intendente y al recibir instrucciones de preparar la provincia para enfrentar una futura invasión de las fuerzas chilenas argentinas, desplegó una extraordinaria actividad para detener a todo sospechoso que estuviera en edad de apoyar militarmente a las fuerzas de San Martín y O'Higgins. Para este efecto detuvo a más de cuatrocientos vecinos la mayoría de los cuales los relegó a la isla Quiriquina, entre ellos a Gregorio Alemparte.
En 1817, al producirse la invasión del ejército patriota y derrotados los realistas en Chacabuco, Ordóñez opta por atrincherarse en Talcahuano considerando que esa posición le deja abierta la comunicación con Valdivia, Chilóe y el virreinato del Perú. Concentrando sus fuerzas y buscando ahorrar víveres, retira sus soldados de la isla Quiriquina dejando a su suerte los prisioneros que ascendían a un número superior a doscientos. A partir de la noche del 12 de abril de ese año los detenidos comienzan a fugarse en débiles balsas que habían logrado construir para llegar a Tomé y las playas adyacentes. En el parte de las nuevas autoridades en Santiago, Alemparte aparece entre la lista de los fugados de los que se desconoce su desenlace.
La Isla Quiriquina frente a la Bahía de Concepción sirvió de lugar de confinación a los presos patriotas. En ese lugar los presos fueron dejados a su suerte, y en medio de las batallas de independencia ni siquiera fueron alimentados, viviendo en precarias condiciones y sin alimentos. En dicho lugar fueron confinados también Manuel Bulnes Prieto quién más tarde sería Presidente de Chile.
La desesperación de los presos ante sus precarias condiciones los llevó a intentar huir fabricando balsas con pedazos de tablas. José Antonio Alemparte, los hermanos de este Juan Manuel y Pedro, además de Gregorio de Alemparte y Merino, padre de Alemparte y los hermanos Bulnes se hicieron a la mar junto a varios de los presos. Muchos murieron ahogados entre ellos don Gregorio de Alemparte y su hijo Pedro Alemparte Vial.
José Antonio Alemparte Vial y su hermano, Juan Manuel, salvaron a nado y llegaron a la costa cerca de la desembocadura del Río Itata, donde fueron rescatados por el batallón del mismo general Juan Gregorio de Las Heras, batallón al que se unieron.
En medio de la desesperación por el confinamiento el General Bernardo O'Higgins escribe y da instrucciones para liberar a los retenidos en Quiriquina;
“Si la villanía de esos hombres repitiese otra petición de ese género, contéstele V.S. que esas víctimas, que en la desesperación de su furor, tienen sacrificadas en la Isla Quiriquina, no son prisioneros de guerra, pues en ningún combate las han aprisionado. Que de su misma clase hay en nuestro poder sobre mil europeos que viven libres porque no han sido presos en la guerra ni en servicios de tropas enemigas, y que morirán en un patíbulo tres de éstos por cada uno de los confinados que falleciere, bien sea de muerte natural o violenta, sin perjuicio de que más grave ejecución se efectuará sobre tres mil y tantos militares de su Rey de España que pueblan hoy nuestros presidios.”BERNARDO O'HIGGINS.
El 6 de diciembre de 1817, participó del sitio y asalto a Talcahuano, último bastión español. En dicho lugar, Alemparte fue de los primeros en lanzarse al ataque del enemigo en las trincheras españolas, donde cayó acribillado por 11 balazos. El Diario La República en su obituario a José Antonio Alemparte de fecha 9 de noviembre de 1866 señaló al respecto;
Durante la campaña de aquél glorioso año se distinguió por su heroísmo. En el asalto de Talcahuano, que tuvo lugar el 6 de diciembre, el señor Alemparte fue de los primeros en asaltar las trincheras enemigas, de que al fin cayó al foso acribillado por once balazos. Apenas daba señales de vida; pero sus compañeros lo retiraron de aquél sitio, i a merced de su constitución se repuso de sus heridas antes de mucho tiempo, i volvió a su servicio militar distinguiéndose en muchas otras jornadas..
En este punto y habiendo perdido la vida el padre y el hermano mayor, José Antonio Alemparte y su hermano Juan Manuel se unen a las fuerzas de Juan Gregorio de las Heras de quien el primero había sido su ayudante de campo. La hábil conducción de De Las Heras permitió un rápido asedio a la ciudad de Concepción, tomado presas fáciles como las gobernaciones circundantes a Concepción. Fundamentales para la liberación de esta ciudad, como del puerto de Talcahuano, son las batallas de Curapalihue (llevada a cabo en la hacienda del mismo nombre a escasos seis kilómetros del centro de Talcahuano) y la de Cerro Gavilán que permitieron sitiar Talcahuano y Concepción de forma definitiva.
Por aquel entonces, José Antonio Alemparte Vial se convierte en ayudante de campo del General Ramón Freire Serrano, futuro Director Supremo de Chile. Las razones del cambio de posición entre ser ayudante del comandante De las Heras a ayudante de Freire se deben sin duda al ascenso que representó su destacada participación en las Batallas de Cerro Gavilán y demás batallas en las que había participado desde su regreso de Mendoza luego del desastre de Rancagua.
El primer intento de asalto a la ciudad de Talcahuano por las fuerzas patriotas se produce a fines de 1817, dicho intento de asalto fue repelido con fuerza por las fuerzas patriotas que disminuidas por el asedió impuesto por las fuerzas chilenas aún seguían resistiendo con fuerza en el último bastión de la Corona: Talcahuano.
“Una columna de granaderos y cazadores comandados por el Coronel de las Heras y Ramón Freire, debía asaltar el morro de Talcahuano donde concentraba el mayor número de tropas”. (Cabe señalar que en dicho asalto se ve involucrado Alemparte Vial). “Cuando los soldados de Las Heras anunciaron la caída del puente levadizo con un grito de ¡¡¡Viva la Patria!!!, Freire al frente de la caballería se precipitaría como un alud, acuchillando todo lo que pasara por delante”.
Es en dicho primer asalto al morro de la ciudad de Talcahuano, donde la fuerza española se hace sentir con más fuerza luego del repliegue asestado en 1817 luego de las batallas de Chacabuco y Maipú (12 de febrero y 5 de abril de 1817 respectivamente). Es más la fuerza española deja varios centenares de patriotas muertos y también se cuentan por miles los heridos en dicho asalto. José Antonio Alemparte Vial ingresa con Freire en dicho asalto y es uno de los primeros asaltar la trinchera enemiga donde cae acribillado por once balazos.
Con el asalto a la ciudad de Talcahuano, se consolida finalmente la expulsión de los españoles a la Isla Grande de Chiloé donde se mantendrán hasta el año 1823 cuando una expedición liderada por el Director Supremo Freire los expulse del territorio chileno.
Asumida la nueva situación de la república en ciernes, llega el momento tan esperado por los revolucionarios de declarar la Independencia de la Nación. Asumido el mando Supremo de Chile, por Bernardo O'Higgins Riquelme en 1818, se declara la Independencia de Chile por acta firmada en Talcahuano el día 12 de febrero de 1818, exactamente año después de la Batalla de Chacabuco, que sellaría el fin de la ocupación en la naciente república.

## Alemparte en el período de organización de la República
José Antonio Alemparte Vial, así como gran parte de la familia Alemparte habían sufrido y vivido las vicisitudes de las guerras de Independencia. Gregorio de Alemparte, el padre, había vivido la cárcel y la persecución española en los primeros años antes de la Reconquista española, más tarde la relegación en Quiriquina junto a sus hijos, José Antonio, Pedro, y Juan Manuel. Gregorio de Alemparte y Pedro Alemparte, su hijo, murieron ahogados tras tratar de arrancar de Quiriquina sobre débiles balsas.
José Antonio y Juan Manuel, vivieron la batalla de Rancagua en 1814, la persecución española, y el exilio, solos, lejos de la familia en Mendoza durante varios años. Volvieron cuando no contaban aún con la mayoría de edad, se enfrentaron a muerte con las huestes españolas en Chacabuco, Curapalihue, Cerro Gavilán, la toma de Talcahuano (donde José Antonio sufrió once heridas de bala), Las Vegas y la Alameda de Concepción, vivieron la relegación en Quiriquina, mal alimentados, desesperados, arrancaron y perdieron al hermano mayor y al padre, todo esto en sólo seis años, y sin ser aún mayores de edad. Se habían convertido en hombres en el campo de batalla y al momento de la Independencia, y pese a los cortos años eran personas respetadas y por sobre todo había pasado a engrosar la lista de aquellos hombres y mujeres que se batieron en batalla por la libertad de Chile.
Llegaba entonces el momento de la organización de la república, período que se extendería desde el gobierno de Bernardo O'Higgins (entre 1818 y 1823) y el período posterior que se extendería hasta la Guerra Civil de 1829 donde se impondría el bando conservador. Se trata de un período difícil lleno de momentos complejos en la organización de la república, momentos que algunos historiadores conservadores han llamado majaderamente a lo largo del siglo XIX y XX como un período de anarquía para darle a Chile una forma de gobierno.
“Una vez producida la Independencia fue necesario asumir sus consecuencias. Superada la crisis coyuntural en que se vio envuelto Chile, debió consolidarse el nuevo orden legitimante que surgió como una respuesta al vació producido por la monarquía. (…) Los once años siguientes a la Declaración de Independencia y que culminan en Lircay (1829) con el advenimiento del gobierno liberal-pelucón confirman un período de afianzamiento del republicanismo, maduración política, equilibrio de fuerzas, y diseño conceptual sobre la base de lo ya logrado. Esta etapa por tanto no es de anarquía, sino se caracteriza por un alto grado de utopismo”.
Concordamos plenamente con esta interpretación del historiador Alfredo Jocelyn-Holt Letelier que se opone a la construcción del período 1823 – 1829 como un período de anarquía y descontrol, de esta forma el origen del mítico concepto de la historiografía conservadora a éste respecto, se morigera en torno a la idea de un período de construcción y ensayo sobre los tipos de forma de gobierno y la dirección que éste tendría en el desarrollo nacional, cargado además con una alta dosis de falta de pragmatismo y utopismo desenfrenado de sus principales ideólogos, particularmente en el bando liberal de los presidentes Pinto y Freire los principales líderes de la época.
Pero para José Antonio Alemparte se trata de un período para volver a los asuntos privados, siempre estando pendiente de los asuntos públicos. Este es el período en que se encarga de la administración de los bienes familiares dejados a la muerte del padre y de la renta de los mismos en beneficio de la madre, Mariana Vial del Campo y sus hermanos menores.
Señala el Profesor Arnoldo Pacheco Silva a propósito de sus investigaciones sobre los comerciantes de Concepción que:
“Hacia 1820 surgen nuevas informaciones, cuando su esposa Mariana Vial por la muerte de Gregorio Alemparte y debido a que éste fallece sin testar ella pasa a “representar la tutoría y administración de todos y cuantos bienes quedaron por su fin y muerte partibles entre los dos cónyuges...para subvenir de legítimo modo con su valor a la escasez e indigencia que vive la otorgante, y por consiguiente reparar los males de sus hijos y en alguna manera ayudar a los demás gastos que le son de necesidad invertir en sus haciendas ha resuelto...que daba y dio en venta a doña María Luz de la Peña...el sitio medio solar en la calle de las Monjas Trinitarias....se lo vende en precio y cuantía de $300”. Es un documento extraordinario hermoso de la mentalidad de la época cuando por la muerte del marido y jefe de hogar, símbolo de la seguridad familiar llega a fallecer primero que la esposa, se produce seguramente una cierta inseguridad económica al perder el flujo inmediato de ingresos. En verdad, a muerto el “pater” familia, de allí se pierde el nivel social y afectivo en que ha vivido la familia. La expresión “escasez e indigencia” tiene el sentido de la seguridad material y la protección que se pierde.
A partir de entonces la figura visible de la testamentaria Alemparte, es su hijo José Antonio. En 1824, sus hermanos Nieves y Juan le otorgan a éste un poder especial para que pueda hipotecar la parte que les corresponde de las haciendas Palpal y Majuelo, la primera en el partido de Chillán y la segunda en el de Coelemu a objeto de poder comprar al Monasterio de las Trinitarias una casa en calle Huérfanos de Santiago.”
Es claro entonces que la familia se traslada a vivir a la ciudad de Santiago, específicamente a la calle Huérfanos donde compran a las monjas Trinitarias una casa para vivir en ella. Claro es también que José Antonio Alemparte quedando como hijo mayor asume el mayorazgo de la familia y la administración de los bienes de su madre y hermanos.
“La transacción (de la casa en Calle Huérfanos)  se efectúa bajo las condiciones de que José Antonio Alemparte asuma los gravámenes que afectan a la casa en venta en un total de $2.800, junto con un pago al contado de $549 y $500 a pagar en un año. En total el valor de la propiedad fue de $3.849.
De todo este proceso de venta se configura los bienes que la testamentaria posee en ese momento y que respaldan la transacción de compra. Disponen los herederos de la hacienda Palpal en Chillán compuesta de cinco mil plantas de viña, cuadras de buenas tierras y dieciséis mil plantas de viña frutal y nueva; de la hacienda de Santa del Majuelo en el partido de Coelemu, con ciento veinte mil plantas de viña, bodega, cañón de lagares y casa de teja con dos mil arrobas de vasija y sus correspondientes terrenos, y, finalmente, una chacra ubicada en el valle de Palomares.”
Es claro que pese a las vicisitudes de las guerras de Independencia los bienes de los Alemparte no han disminuido, y por el contrario permiten a la luz de las Haciendas de Majuelo y Coelemu sostener un período de adquisición de propiedades como la casa de calle Huérfanos sobre la base de fianzas e hipotecas que garantizan los pagos en cuestión. A su turno José Antonio Alemparte Vial inicia actividades comerciales a la luz de la fundación de la empresa familiar llamada “Casa Alemparte y Cia” dedicada a la importación de productos y venta de los mismos. Sin duda Alemparte se convierte en un próspero empresario, y se acercara políticamente a un bando del partido conservador compuesto esencialmente por industriales y comerciantes llamados “los estanqueros” por la relación de éstos con el negocio de estanco de naipes y tabaco extendido por el Estado.

### La Amistad con Diego Portales
Es en este punto donde Alemparte toma contacto con una de las figuras más importantes de su tiempo, don Diego Portales Palazuelos. Portales luego de las guerras de Independencia se ha dedicado a los negocios. Seis años mayor que Alemparte, participa de los incipientes negocios nacionales, afectados por la inseguridad y la incerteza de los primeros años de organización de la República. La participación de Portales en el negocio del estanco del tabaco junto a su socio José Manuel Cea lo lleva a la ruina, ruina que se debe en parte a la falta de condiciones por parte del Estado de asegurar inversión extranjera, como asimismo de las constantes asonadas militares, cambios de gobierno y la incerteza jurídica de los primeros años. Portales y Alemparte participan del bando estanquero y comparten puntos respecto de la manera de dar a Chile estabilidad para el desarrollo de un espacio de seguridad y calma, por ello ingresa Portales a la política, lo dirá muchos años más tarde que su idea de entrar a los asuntos públicos dice relación con la forma de concebir el poder público como el garante de una nueva institucionalidad que dote al país de la tranquilidad, estabilidad y el progreso necesario para que la fuerza capitalista permita el crecimiento del país.

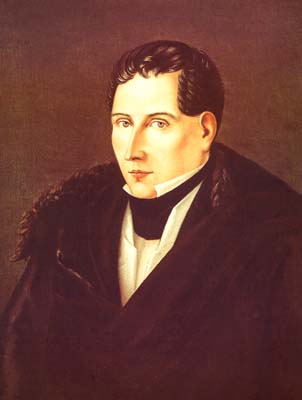
Diego Portales Palazuelos.

En palabras de Juan Bautista Alberdi quien en 1852 señalaba en Valparaíso respecto de la esta gran cuestión debatida esencialmente en los países latinoamericanos nacientes;
“El problema del gobierno posible en América antes española no tiene más que una sola solución sensata: Ella consiste en elevar nuestros pueblos a la altura de la forma de gobierno que nos ha impuesto la necesidad, en darles la aptitud para ser republicanos, en hacerlos dignos de la república que hemos proclamado.”
La amistad de Alemparte y Portales se profundiza por estos años, la participación apasionada, y el carácter similar, ardiente y vehemente los lleva a ser buenos amigos, la idea de dotar a Chile de tranquilidad los obsesiona, es parte de la idea de progreso y desarrollo que comienzan a hacer en sus mentes, y sin duda en ella influyen otros importantes miembros del partido Conservador como José Tomás Ovalle (Presidente de Chile entre 1829-1830), José Joaquín Prieto (Presidente de Chile 1831-1841), además de Portales, Manuel Rengifo y Alemparte y otros. Esta dualidad entre los negocios y el amor a Chile, el desarrollo de condiciones ordenadas y estables para la inversión obsesiona el ingreso del bando liberal a la política y especialmente a la conclusión del período de gobierno liberal, que finaliza en la Batalla de Lircay con la Guerra Civil de 1829 donde José Antonio Alemparte nuevamente se debate en la batalla del mismo nombre junto a antiguos conocidos como el general José María de la Cruz, un nombre que se cruzaría varias veces en la vida de Alemparte, y el cuñado de Alemparte, el general Justo Arteaga Cuevas, casado con la hermana de José Antonio, María Trinidad. Ambos serían más tarde los padres de los destacados periodistas, escritores, intelectuales y políticos chilenos los hermanos Justo y Domingo Arteaga Alemparte quienes desarrollarían su conocimiento y erudición a partir de la segunda mitad del siglo XIX.
Lircay, sin duda afianza el principio de un nuevo concepto de orden y de organización del país. El historiador inglés Simon Collier lo señala con maestría:
“El sábado 17 de abril de 1830, se llevó a cabo una batalla que se prolongó durante tres horas, cerca de la confluencia de los ríos Claro y Lircay. Este lugar se sitúa a las afueras del pueblo de Talca, ubicado en el Valle Central de Chile. El más pequeño de los dos ejércitos era liderado por el general Ramón Freire, héroe de la independencia de tendencia liberal, quien había sido Presidente de Chile hasta hace pocos años. Su adversario era el general Joaquín Prieto, otro veterano de la Guerra de Independencia, quien era el “campeón” de los Conservadores que habían tomado recientemente el poder en Santiago, poniendo fin a la volatilidad de la política chilena desde 1823, período que contó con un liderazgo mayoritario de políticos que se denominaban a sí mismos liberales. Con los refuerzos traídos por el general José María de la Cruz desde Chillán, Prieto había reunido una fuerza de unos dos mil doscientos hombres, los que rápidamente vencieron a los mil setecientos soldados de Freire. (…) La victoria del general Prieto en la Batalla de Lircay, aseguró el triunfo del nuevo régimen conservador. Once días más tarde, el comerciante de Valparaíso, Diego Portales, había asumido dos de los tres ministerios del Gabinete chileno, convirtiéndose en la figura más poderosa del país. De hecho a instancias del propio Portales, Prieto sería elegido Presidente de Chile (hasta ese momento se desempeñaba como Intendente de Concepción). Su victoria en Lircay y el ascenso al poder de Portales introdujeron en definitiva más de un cuarto de siglo de dominio Conservador en Chile, y fue precisamente durante esos años y los que siguieron, que fue creada la tradición republicana chilena. La forma en que la dicha tradición fue elaborada, y la contienda entre orden y libertad que yació en el corazón de la política chilena afectarían la historia de Chile desde aquél entonces hasta hoy”.
Pero este nuevo concepto de orden e institucionalidad, concepto de orden eminentemente pragmático, se entiende sólo en las palabras de Portales, y subyace sin lugar a dudas como veremos más adelante las palabras de los principales impulsores del período entre los que se cuentan al Intendente de Concepción, José Antonio Alemparte. Debemos señalar que es en esos mismos días corrido el año 1831 y una vez que se produce la elección del Presidente José Joaquín Prieto (primo de Alemparte), el cargo de Intendente de Concepción queda vacante. A instancias del poderoso Ministro Portales se nombra a José Antonio Alemparte Vial, Intendente de Concepción. Pero ya volveremos sobre este punto y la participación de Alemparte luego de la dictación de la Constitución de 1828 en la Asamblea Provincial de Concepción donde se desarrolla como Diputado y Presidente de la Cámara de Diputados de dicha asamblea.
Pero volvamos a Portales, ya que ello nos permite incurrir en la psiquis de los principales ideólogos del movimiento conservador en cuanto a su actuar público, y su nuevo concepto del llamado “orden portaleano”. Conviene en ello citar al historiador Alfredo Jocelyn-Holt que nos permite una mirada diversa sobre la figura de Portales, que puede hacerse también extensiva a sus más cercanos hombres como Alemparte. Y es que según Jocelyn-Holt la figura de Portales, y las explicaciones que se han formulado acerca del mismo, aún con toda su riqueza conceptual e interpretativa, se quedan cortas, eluden o no logran captar en plenitud al personaje. De allí que el historiador plantee una interpretación alternativa del Ministro. Afirma, por ejemplo, que Portales fue un escéptico del poder, ya que constantemente se mofó de los que lo ejercen; más bien creyó en el ejercicio pragmático del mando. Por otra parte, la actividad política la realizó coyunturalmente, pues sus intereses siempre fueron los comerciales. "El Ministro se introduce en la historia política chilena para resolver un problema coyuntural: el problema de la autoridad", acota el historiador. La imagen cristalizada del Ministro nos lo muestra como una personalidad vitalista, hedonista, voluntariosa y desprendida ("así como ejerce el poder, lo deja"). Además lo califica de una frialdad apasionada.
Y es que de Portales mucho se ha dicho y se ha escrito, pero quizás sus propias letras permiten concluir el porqué de su ingreso al poder, y el desapego del mismo, que explican también en parte la entrada y la salida de la esfera pública de los hombres que siguieron su actuar. (En ello es curioso como Alemparte Vial entra y sale de la esfera pública para entrar en política en contadas excepciones con largos períodos dedicado a los negocios y quehaceres personales) en parte la explicación de ello puede redundar en la propia experiencia de su amigo e ideólogo Diego Portales, y es que conocida son sus letras al señalar que:
"El orden social se mantiene en Chile por el peso de la noche y porque no tenemos hombres sutiles, hábiles y cosquillosos: la tendencia casi general de la masa al reposo es la garantía de la tranquilidad pública. Si ella faltase, nos encontraríamos a obscuras y sin poder contener a los díscolos más que con medidas dictadas por la razón, o que la experiencia ha enseñado a ser útiles; pero, entre tanto…".
Y es que la idea de Portales es clara según Jocelyn-Holt no es otra cosa que la constatación de la ineficacia del orden sistémico-institucional ilustrado". Agrega el historiador que el orden en Portales debe entenderse como la resultante de "la confrontación de fuerzas relativas, una de las cuales terminará por imponerse" y es que como lo señala el propio Ministro con mucha gracia para explicar su ingreso a la política en diciembre de 1831;
"Si un día me agarre los fundillos y tome un palo para dar tranquilidad al país, fue sólo para que los jodidos… y las putas… de Santiago me dejaran trabajar en paz…".
Y de por ese entonces, que fechada en noviembre de 1831, José Antonio Alemparte Vial escribe una carta al Ministro Portales de la cual no tenemos la respuesta ni la carta anterior enviada por éste al Intendente de Concepción. Dicha carta cuenta además con los comentarios del editor del Epistolario de don Diego Portales el historiador Guillermo Feliú Cruz. La carta en cuestión subyace alguna de las ideas que hemos esbozado anteriormente, y como Alemparte y Portales se debaten entre la participación de los negocios y la participación pública, además de permitir observar la cercanía de ambos personajes:
"Concepción, noviembre de 1831.
Señor Don Diego Portales:
Mi amigo querido:
Con el más profundo sentimiento he sido impuesto de su apreciable de 26 del pasado, pero aunque me agradaría demasiado verlo gozando de la tranquilidad que justamente apetece, siento, muy de veras, el inmenso engaño de que adolece la apariencia con que Ud. alucina. Es bien cierto que, siendo efectiva, como Ud. me dice, lograría el arreglo de sus bien abandonados negocios, y con ellos la independiente vida que desea, pero también es cierto que presentándose inconvenientes en lograrlo tendrá que perderse todo.
Estaría bien separarse de los negocios públicos, si con ellos quedaba asegurada la tranquilidad del país; en el caso presente no sucede, y por más que Usted quiera alucinarse, yo no miro aún el modo, ni razón de porqué no podemos contar con aquel bien; al contrario su separación en el sentir de la respetable mayoría de hombres de razón y honradez, se mira como una calamidad, y cada cosa que sucede les desalienta y aumenta el pesar. Esto mismo sucede en mí, y aunque miro la imposibilidad en que se encuentra para continuar, conozco, también que es defecto de Usted mismo, por una preocupación necia en hacer deferencias y sacrificios que no ha podido llenar, sin quedar en el estado a que ésta reducido, expuesto a la mendicidad.
Creo conocer el lúcido cuadro que rodea a nuestro buen amigo don Juan, y en especial a éste, pero al mismo tiempo, conozco a Usted y el estado general de la República, razones que me hacen considerarlo indispensable, por más que quiera alucinarnos, y engañarse. A las vistas, me será muy fácil presentarle convencimientos de que estoy bien poseído y que excuse con la pluma, por la dificultad de asentarlos con la fuerza de mis deseos; dispénseme hasta entonces las licencias que he podido tomarme por esa razón.
No debe usted desconocer el contento que recibiría si me fuese posible mirarlo separado con provecho, y en el afortunado caso de tentarlo como comerciante, pues siendo sabedor de sus deseos la sola memoria de verlo complacido me agradaría en infinito, a más del provecho que en igual caso a Ud. obtendríamos ambos. Descánsese pronto para no descuidarse confiado y en todos casos disponga del sincero afecto con que logro repetirme su amigo y atento servidor.
José Antonio Alemparte Vial".